# Xã Button, Quận Ford, Illinois
Xã Button (tiếng Anh: Button Township) là một xã thuộc quận Ford, tiểu bang Illinois, Hoa Kỳ. Năm 2010, dân số của xã này là 281 người.